# Сотворіння світу
Сотворіння світу (англ. Creation) — історичний роман американського письменника Гора Відала, опублікований в 1981 році.
Сюжет твору побудований у формі спогадів перського посла в Афінах. У спогадах оповідач послідовно переносить читача з Греції до Персії, Месопотамії, Індії, Китаю, висвітлює тогочасні історичні події, зокрема — греко-перські війни, а також наукові та філософсько-релігійні погляди різних народів Стародавнього світу.

## Український переклад
Українською мовою роман переклав Віктор Шовкун у 1989 році. За цей переклад Віктор Шовкун отримав премію імені Миколи Лукаша «Ars Translationis».